# L'étranger frappe à la porte
Pour plus de détails, voir Fiche technique et Distribution.
L'étranger frappe à la porte (En fremmed banker på) est un film danois réalisé par Johan Jacobsen, sorti en 1959.

## Synopsis
Août 1947, un fugitif erre jusqu'à atteindre la mer. Perdu et alors que la nuit tombe, il trouve refuge dans un endroit isolé.

## Fiche technique
- Titre : L'étranger frappe à la porte
- Titre original : En fremmed banker på
- Réalisation : Johan Jacobsen
- Scénario : Finn Methling
- Musique : Erik Fiehn
- Photographie : Åke W. Borglund, Johan Jacobsen
- Production : Annelise Hovmand et Johan Jacobsen
- Société de production : Flamingo
- Pays de production :  Danemark
- Genre : Drame
- Durée : 83 minutes
- Dates de sortie : 
  - Danemark : 21 avril 1959
  - France : 18 août 1965

## Distribution
- Birgitte Federspiel : Vibeke
- Preben Lerdorff Rye : Han
- Victor Montell : un homme de la ville

## Distinctions
Le film a reçu 3 Bodils, celui du meilleur film, celui du meilleur acteur pour Preben Lerdorff Rye et celui de la meilleure actrice pour Birgitte Federspiel.